# Лавлейс, Фрэнсис
Фрэнсис Лавлейс (англ. Francis Lovelace; около 1621—1675) — английский роялист и второй губернатор провинции Нью-Йорк (1668–1673).

## Биография
Фрэнсис был третьим сыном сэра Уильяма Лавлейса (1584–1627) и его жены Анны Барнс. Старший из детей Уильяма и Анны, Ричард Лавлейс, известен как один из поэтов-роялистов. Род Лавлейсов из Бетерсдена был основан в 1367 году Джоном Лавлейсом, за шесть поколений до Фрэнсиса, и годами находился в тени состоявших в Палате лордов Лавлейсов из Хёрли: именно к последним принадлежал Джон Лавлейс, занимавший кресло нью-йоркского губернатора в 1708—1709 гг.
Все пятеро братьев Лавлейсов в ходе Английской гражданской войны поддержали короля Карла I.  После поражения роялистов Фрэнсис вместе с одним из своих братьев, Дадли, переехал в Европу и служил во французской армии. Братья поддерживали претензии на трон сына казнённого революционерами короля, будущего Карла II.
В 1650 году Фрэнсис Лавлейс перебрался в Виргинию, где после свадьбы жила одна из его сестёр. Губернатор колонии, Уильям Беркли, был фаворитом Карла I и после его падения предоставлял убежище роялистам. В 1652 году силы Кромвеля атаковали колонию, и не имевший сил для оказания сопротивления Беркли отослал Лавлейса во Францию сообщить о нападении Карлу II.
В 1658, через год после смерти Кромвеля, Лавлейс вернулся в Англию. В 1659 он был арестован и содержался в Тауэре до случившейся в следующем году Реставрации.
В 1668 году герцог Йоркский, брат Карла II и будущий король Яков II, назначил Лавлейса губернатором своей вотчины, провинции Нью-Йорк, незадолго до этого отнятой у голландцев.
Ставший вторым в этой должности, Лавлейс на посту губернатора отправил англиканских миссионеров к окрестным индейцам, у которых приобрёл Статен-Айленд; даровал английским, голландским и шведским поселенцам свободу совести; организовал отряды пехоты и ополчения и усилил городские укрепления.
Несмотря на нацеленные на укрепление обороны колонии действия Лавлейса, его правление было прервано в 1673 году голландцами, временно вернувшими себе контроль над провинцией. Когда началось вторжение, Лавлейс находился в Хартфорде (Коннектикут), где обсуждал с местным губернатором, Джоном Уинтропом-мл., организацию почтового сообщения между Нью-Йорком и Бостоном. Хотя уже в 1674 году по условиям Вестминстерского мира англичане вернули себе Нью-Йорк, Лавлейс с позором отправился в Англию.
Герцог Йоркский, винивший Лавлейса в потере колонии, конфисковал принадлежавшие ему плантацию на Статен-Айленде и английские поместья. В январе 1675 года бывший губернатор был заключён в Тауэр, где его допрашивали и сочли его объяснения неудовлетворительными. Однако, в силу начавшихся проблем со здоровьем, в апреле его отпустили. Он поселился в Вудстоке (Оксфордшир) и вскоре, 22 декабря того же года, скончался.